# Црква Свете Тројице у Гареву
Црква Свете Тројице је храм Српске православне цркве који се налази у Гареву у Републици Српској. Припада Епархији захумско-херцеговачкој. Храм је посвећен Светој Тројици. Саграђен је 1888. године. Национални је споменик Босне и Херцеговине.

## Одлике
Црква Свете Тројице у Гареву је једнобродни храм са правоугаоним бочним пјевницима и полукружном апсидом. У западном дјелу храма налази се утонули стећак, који свједочи да је на овом мјесту врло вјероватно постојала старија црква. Над порталом се налазаи натпис о времену градње цркве 1886. и о њеном ктитору Богдану Зимоњићу и неимару Гају.
У дворишту цркве налази се гробље са богато украшеним споменицима из 19. вијека, међу њима је и надгробник војводе Богдана чувеног српског првака, предводника буна против Турака. 